# Pachysacca pusilla
Pachysacca pusilla är en svampart som beskrevs av H.J. Swart 1982. Pachysacca pusilla ingår i släktet Pachysacca och familjen Dothideaceae.   Inga underarter finns listade i Catalogue of Life.